# Turbo fluctuosus
Turbo fluctuosus är en snäckart som beskrevs av Charles Thorold Wood 1828. Turbo fluctuosus ingår i släktet Turbo och familjen turbinsnäckor. Inga underarter finns listade i Catalogue of Life.